# Anochetus
Anochetus es un género de hormigas carnívoras perteneciente a la subfamilia Ponerinae que se encuentran en las regiones tropicales y subtropicales de todo el mundo.

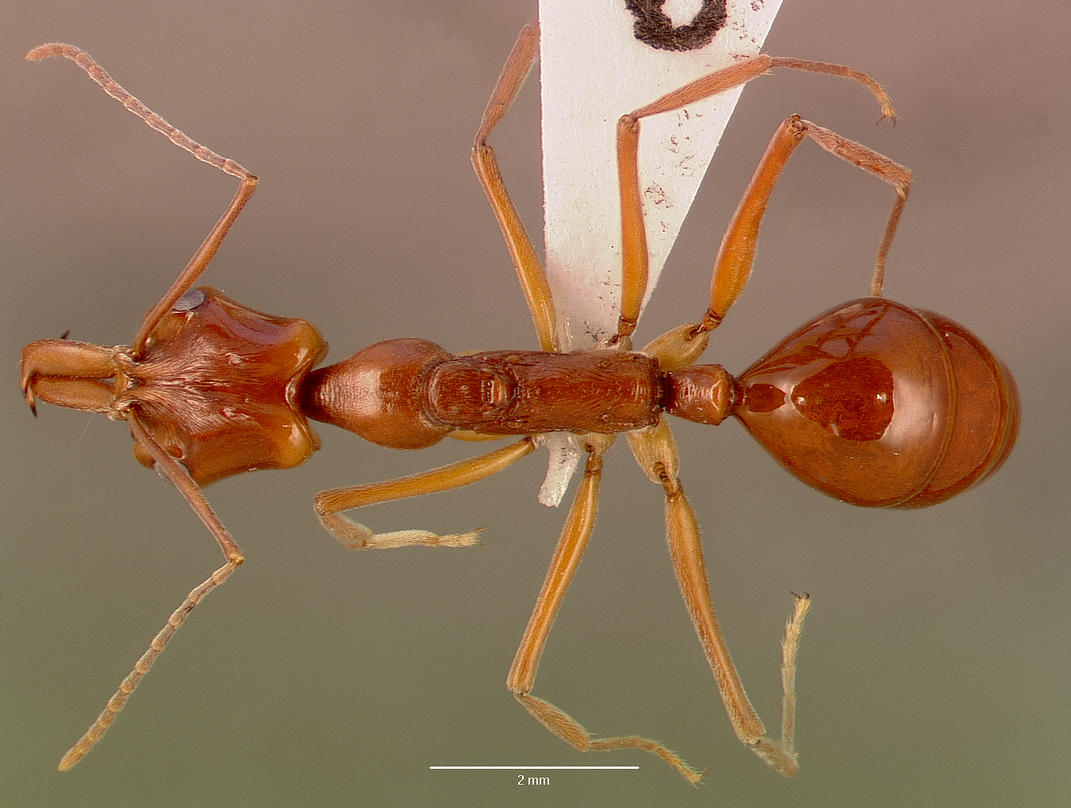
Anochetus faurei

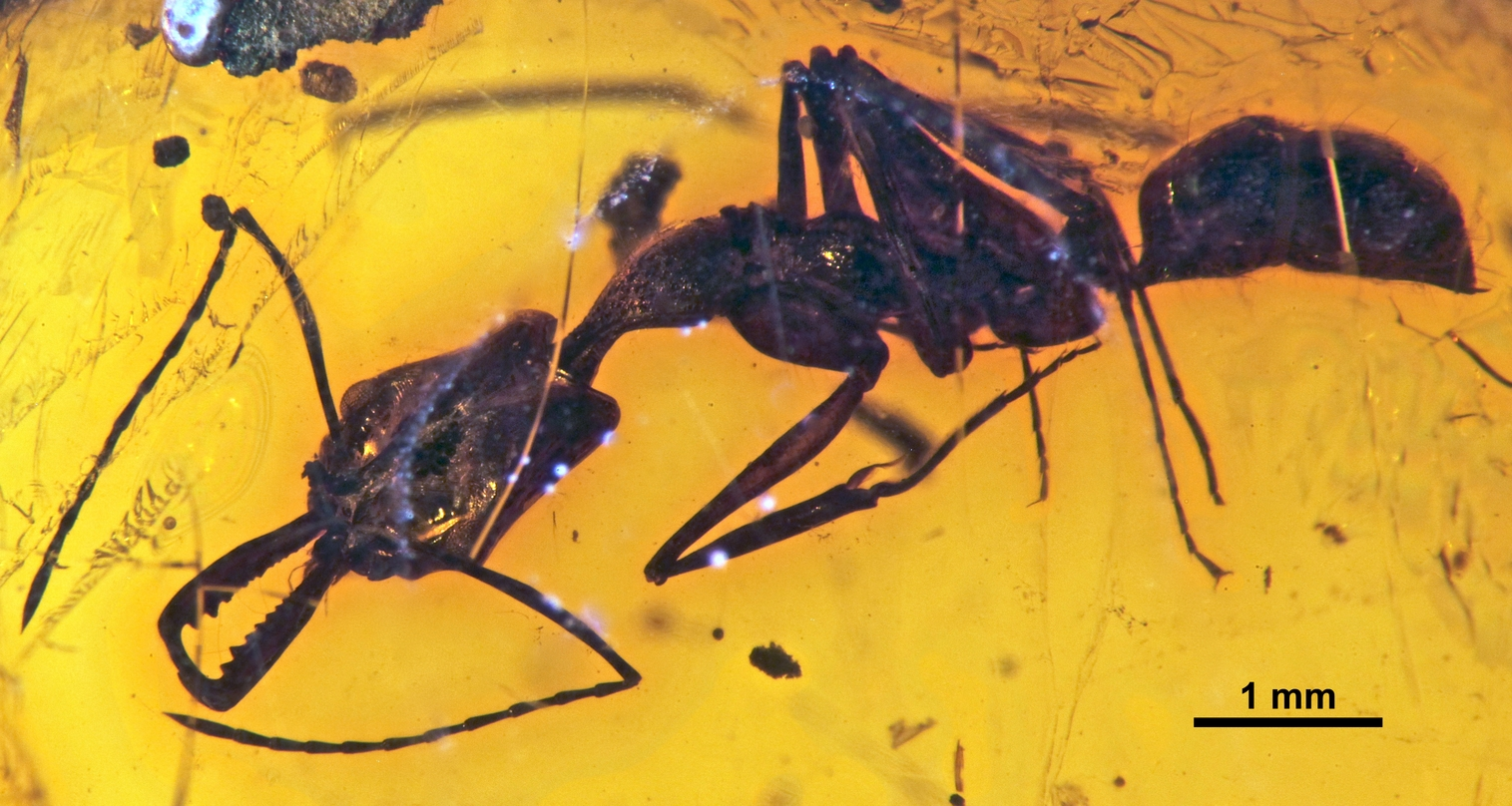
Anochetus exstinctus, fósil en ámbar

## Especies
Se reconocen las siguientes:
- Anochetus africanus (Mayr, 1865)
- Anochetus agilis Emery, 1901
- Anochetus alae Shattuck & Slipinska, 2012
- Anochetus altisquamis Mayr, 1887
- †Anochetus ambiguus De Andrade, 1994[2]
- Anochetus angolensis Brown, 1978
- Anochetus armstrongi McAreavey, 1949
- Anochetus avius Shattuck & Slipinska, 2012
- Anochetus bequaerti Forel, 1913
- Anochetus bispinosus (Smith, 1858)
- Anochetus boltoni Fisher & Smith, 2008
- †Anochetus brevidentatus MacKay, 1991[3]
- Anochetus brevis Brown, 1978
- Anochetus bytinskii Kugler & Ionescu, 2007
- Anochetus cato Forel, 1901
- Anochetus chirichinii Emery, 1897
- Anochetus chocoensis Fernández, 2008
- †Anochetus conisquamis De Andrade, 1994[2]
- Anochetus consultans (Walker, 1859)
- †Anochetus corayi Baroni Urbani, 1980[4]
- Anochetus cryptus Bharti & Wachkoo, 2013
- Anochetus daedalus Marathe & Priyadarsanan, 2016
- Anochetus diegensis Forel, 1912
- †Anochetus dubius De Andrade, 1994[2]
- Anochetus elegans Lattke, 1987
- Anochetus emarginatus (Fabricius, 1804)
- Anochetus evansi Crawley, 1922
- †Anochetus exstinctus De Andrade, 1994[2]
- Anochetus faurei Arnold, 1948
- Anochetus filicornis (Wheeler, 1929)
- Anochetus fricatus Wilson, 1959
- Anochetus fuliginosus Arnold, 1948
- Anochetus ghilianii (Spinola, 1851)
- Anochetus gladiator (Mayr, 1862)
- Anochetus goodmani Fisher & Smith, 2008
- Anochetus graeffei Mayr, 1870
- Anochetus grandidieri Forel, 1891
- Anochetus haytianus Wheeler & Mann, 1914
- Anochetus hohenbergiae Feitosa & Delabie, 2012
- Anochetus horridus Kempf, 1964
- Anochetus inca Wheeler, 1925
- Anochetus incultus Brown, 1978
- Anochetus ineditus Baroni Urbani, 1971
- Anochetus inermis André, 1889
- †Anochetus intermedius De Andrade, 1994[2]
- Anochetus isolatus Mann, 1919
- Anochetus jonesi Arnold, 1926
- Anochetus kanariensis Forel, 1900
- Anochetus katonae Forel, 1907
- Anochetus kempfi Brown, 1978
- Anochetus levaillanti Emery, 1895
- Anochetus leyticus Zettel, 2012
- Anochetus longifossatus Mayr, 1897
- Anochetus longispinus Wheeler, 1936
- †Anochetus lucidus De Andrade, 1994[2]
- Anochetus madagascarensis Forel, 1887
- Anochetus madaraszi Mayr, 1897
- Anochetus maryatiae Nuril Aida & Idris, 2011
- Anochetus maynei Forel, 1913
- Anochetus mayri Emery, 1884
- Anochetus menozzii Donisthorpe, 1941
- Anochetus micans Brown, 1978
- Anochetus minans Mann, 1922
- Anochetus miserabilis González-Campero & Elizalde, 2008
- Anochetus mixtus Radchenko, 1993
- Anochetus modicus Brown, 1978
- Anochetus muzziolii Menozzi, 1932
- Anochetus myops Emery, 1893
- Anochetus natalensis Arnold, 1926
- Anochetus neglectus Emery, 1894
- Anochetus nietneri (Roger, 1861)
- Anochetus obscuratus Santschi, 1911
- Anochetus obscurior Brown, 1978
- Anochetus orchidicola Brown, 1978
- Anochetus oriens Kempf, 1964
- Anochetus orientalis André, 1887
- Anochetus pangantihoni Zettel, 2012
- Anochetus pangens (Walker, 1859)
- Anochetus paripungens Brown, 1978
- Anochetus pattersoni Fisher & Smith, 2008
- Anochetus pellucidus Emery, 1902
- Anochetus peracer Brown, 1978
- Anochetus princeps Emery, 1884
- Anochetus pubescens Brown, 1978
- Anochetus punctaticeps Mayr, 1901
- Anochetus pupulatus Brown, 1978
- Anochetus rectangularis Mayr, 1876
- Anochetus renatae Shattuck & Slipinska, 2012
- Anochetus risii Forel, 1900
- Anochetus rossi Donisthorpe, 1949
- Anochetus rothschildi Forel, 1907
- Anochetus rufolatus Shattuck & Slipinska, 2012
- Anochetus rufostenus Shattuck & Slipinska, 2012
- Anochetus rufus (Jerdon, 1851)
- Anochetus ruginotus Stitz, 1925
- Anochetus rugosus (Smith, 1857)
- Anochetus schoedli Zettel, 2012
- Anochetus sedilloti Emery, 1884
- Anochetus seminiger Donisthorpe, 1943
- Anochetus shohki Terayama, 1996
- Anochetus simoni Emery, 1890
- Anochetus siphneus Brown, 1978
- Anochetus splendidulus Yasumatsu, 1940
- Anochetus striatulus Emery, 1890
- Anochetus strigatellus Brown, 1978
- Anochetus subcoecus Forel, 1912
- Anochetus taiwaniensis Terayama, 1989
- Anochetus talpa Forel, 1901
- Anochetus targionii Emery, 1894
- Anochetus testaceus Forel, 1893
- Anochetus traegaordhi Mayr, 1904
- Anochetus tua Brown, 1978
- Anochetus turneri Forel, 1900
- Anochetus validus Bharti & Wachkoo, 2013
- Anochetus vallensis Lattke, 1987
- Anochetus variegatus Donisthorpe, 1938
- Anochetus veronicae Shattuck & Slipinska, 2012
- Anochetus vexator Kempf, 1964
- Anochetus victoriae Shattuck & Slipinska, 2012
- Anochetus werneri Zettel, 2012
- Anochetus wiesiae Shattuck & Slipinska, 2012
- Anochetus yerburyi Forel, 1900
- Anochetus yunnanensis Wang, 1993